# Санадон, Ноэль-Этиен
Ноэль-Этиен (Ноэль-Этьен) Санадон (фр. Noël-Étienne Sanadon; 10 февраля 1676, Руан — 22 октября 1733) — французский иезуитский священник, учёный, поэт, переводчик, педагог, профессор риторики. Один из наиболее выдающихся латинистов своего времени.

## Биография
В 15-летнем возрасте вступил в орден иезуитов. Получив образование, был послан в Кан, где преподавал риторику. Около 1712 года назначен профессором риторики в колледже Луи-ле-Гран.
Литературную деятельность начал в 1698 году, опубликовав героическую поэму Nicanor moriens, вдохновленную эпизодом из истории Иуды Маккавея и состоящую из пятисот строф.
Будучи наделённым большими поэтическими способностями, в юности сочинил большую поэму на латинском языке. На этой почве сдружился с епископом Авранша Пьером-Даниэлем Юэ. Санадон посвятил ему свой самый полный сборник в прозе и хвалебную речь на латыни.
Ежегодно издавал новые стихотворения, оды, послания, элегии, эпиграммы, басни , эпитафии, а также латинские переводы старых французских авторов, в частности, Жоашена де Белле. Переводил Горация (Париж и Амстердам, 1728), написал «Carminum libri quatuor» (Париж, 1715) и др.

## Избранные произведения
- Nicanor moriens, carmen, Cadomi, J. Cavelier, 1698,
- Epistola viro clarissimo Betulaudo, Cadomi, S. Cavelier, 1701,
- Odæ Cadomi, A. Cavelier, 1702,
- Cunæ regales Ludovici Asturiarum principis, sive Carmina in regalem partum Mariæ Ludovicæ Hispaniarum reginæ, Parisiis, Collombat, 1707,
- Laudatio funebris Ludovici Delphini, Lut. Par., Barbou, 1718,
- Villartio liberata Victoria, castigata Fortuna, ode, Paris, Collombat, 1712,
- In felem demortuum, ex gallico Joachim Bellaei, Carmen choraicum, 1713,
- In divum Maximum martyrem, cujus ossa in aede sacra regii Societatis Jesu collegii Ludovici Magni adservantur, ode ionica, 1713,
- De mala ingeniorum contagione vitanda, oratio, Lut. Par.,1714,
- Ad Religionem, cum, Ludovicus XV rite inunctus coronaretur, ode, Paris,
- Melicorum carminum liber ; —Elegiarum liber ; — Miscellaneus carminum liber,
- Carminum libri quatuor, Parisiis, 1743,
- То же, Barbou, 17oi,
- Theses rhetoricæ, Parisiis, 1716,
- Theses Horatianæ, Parisiis, 1717;
- Les Poésies d’Horace traduites en français, Paris et Amsterdam, 2 т.,
- То же, Amsterdam et Leipzig, Arkstée. 1756, 8 т.,
- То же, Paris, 1756, 2 т.,
- Traduction d’un ancien hymne sur les fêtes de Vénus, Paris, 1728,
- Q. Horatii carmina ad suum ordinem revocata, Lut. Paris., 1728 и 1743,
- Ad poetas collegii Ludovici Magni, quum Slanislaüs Kostka et Aloïsius Gonzaga in Sanctos referrentur, lyricum, Parisiis, 1730,
- Poème séculaire d’Horace, mis en musique par A. D. Philidor, avec la traduction du P. Sanadon, Paris, Prault, 1780.